# Orchestre symphonique de Bamberg
L’Orchestre symphonique de Bamberg (Bamberger Symphoniker) est un orchestre symphonique allemand basé à Bamberg, fondé en 1946. 

## Historique
L'Orchestre symphonique de Bamberg est fondé en 1946. Il prend la suite de l’ancien Orchestre philharmonique allemand de Prague (1939-1945), dirigé par Joseph Keilberth entre 1940 et 1945.
En 2003, il a ajouté à son nom la mention Bayerischen Staatsphilharmonie (Philharmonie d’État de Bavière), étant financé par le Land de Bavière.
Depuis 2016, le chef principal de l'orchestre est Jakub Hrůša.

## Chefs permanents
Comme chefs permanents de l'orchestre se sont succédé :
- Hubert Albert (1947–1948) ;
- Georg Ludwig Jochum (1948–1950) ;
- Joseph Keilberth (1950–1968) ;
- Eugen Jochum (1968–1973) ;
- James Loughran (1978–1983) ;
- Witold Rowicki (1983–1985) ;
- Horst Stein (1985–2000) ;
- Jonathan Nott (2000–2016) ;
- Jakub Hrůša (depuis 2016).

Parmi les chefs invités, on note Ingo Metzmacher, avec lequel l'orchestre a réalisé une remarquable intégrale des symphonies de Karl Amadeus Hartmann.

## Créations
L'Orchestre symphonique de Bamberg est le créateur de plusieurs œuvres, de Hans-Jürgen von Bose (Werther-Szenen. Ballett, 1989), Moritz Eggert (Adagio – An Answered Question, 1996, Horst Stein, dir.), Gottfried von Einem (Nachtstück op. 29, 1962, Joseph Keilberth, dir.), York Höller (en) (Aufbruch, 1989, Hans Zender, dir.), Rudolf Kelterborn (Sinfonie no 4, 1987, Horst Stein, dir.), Horst Lohse (de) (Bamberg Symphony, 1986, Horst Stein, dir. ; Die vier letzten Dinge (Quasi una Sinfonia da Requiem), 1997, Aldo Brizzi, dir.), Bruno Mantovani (Mit Ausdruck, 2003, Jonathan Nott, dir. ; Time stretch [on Gesualdo], 2006, Jonathan Nott, dir.), Aribert Reimann (Nahe Ferne, 2003), Salvatore Sciarrino (Il clima dopo Harry Partch, 2000), Wolfgang Rihm (Verwandlung 4, 2008, Jonathan Nott, dir.), Mark-Anthony Turnage (Juno et The Torino Scale (parties de Asteroids), 2007, Jonathan Nott, dir.), Jörg Widmann (Lichtstudie I, 2001, Christoph Poppen (en), dir. ; Lied für Orchester, 2003, Jonathan Nott, dir.) et Hans Zender (Kalligraphie für Orchester, 1998), notamment.